# 島屋八徳
島屋 八徳（しまや やつのり、1989年1月20日 - ）は福岡県北九州市出身のプロサッカー選手。登録ポジションはミッドフィールダー。

## 来歴
折尾愛真中学校が男女共学になった初年度に同校入学。中高一貫コース。
折尾愛真高等学校が女子校から男女共学になった次年度に高校入学となる。サッカー部の部員数も少なく、練習環境も2年目以降に徐々に整っていったような状態で、高校時代は全国大会出場経験がなかった。宮崎産業経営大学に在籍中に宮崎県リーグ1部・MSU FC（現：テゲバジャーロ宮崎）のメンバーとして戦う一方、大学サッカー部では4年次（2011年）にデンソーチャレンジカップ九州選抜に選出される。また、第91回天皇杯1回戦・熊本教員蹴友団戦でゴールを挙げるなど、徐々に頭角を現す。
2012年よりJFL・HOYO AC ELAN大分（現：ヴェルスパ大分）に加入。リーグ戦2年間で19得点を記録し得点源として活躍。
HOYO大分ではアマチュア契約だったが、「年齢的にプロを目指してチャレンジするなら（今しかない）」と2013年シーズンオフにHOYO大分を退団。複数のチームの練習やセレクションに参加ののち、上野展裕から誘われる形でレノファ山口FCに移籍。入団当初はアマチュア契約だったが、2015年にプロ契約に移行してJリーグデビュー。控えメンバーとしてベンチ入りした平林輝良寛に替わってゲームキャプテンを任され、フィールドプレーヤーでは唯一の全試合出場を果たし、リーグ3位となるキャリアハイの16ゴールを挙げてクラブのJ2昇格に貢献した。
2017年より、徳島ヴォルティスに完全移籍。徳島でも主力としてプレーし、2018年6月には副キャプテンにも抜擢された。
2018年8月16日、サガン鳥栖に完全移籍。直前の8月12日、後半アディショナルタイムに自ら同点ゴールを挙げたJ2第28節の古巣・山口戦が徳島での最後のプレーとなった。
しかし鳥栖では定位置をつかめず、2019年7月24日、古巣の徳島に期限付き移籍で復帰する。翌2020年に完全移籍にて加入した。しかし僅か7試合計131分のみ、うち先発は2試合、4試合は80分以降の交替出場にとどまり、シーズン終了後契約満了となった。
2021年、レノファ山口FCへ加入。
2022年10月21日、契約満了を発表。
2023年3月1日、同シーズンから香川県サッカーリーグ1部に昇格したSONIO高松へ加入。

## 所属クラブ
- 浅川SC
- 折尾愛真中学校
- 折尾愛真高等学校
- 2008年 - 2011年 宮崎産業経営大学
  - 2008年 - 2009年  MSU FC(現:テゲバジャーロ宮崎)
- 2012年 - 2013年  HOYO AC ELAN大分 / HOYO大分
- 2014年 - 2016年  レノファ山口FC
- 2017年 - 2018年  徳島ヴォルティス
- 2018年 - 2019年 サガン鳥栖
  - 2019年7月 - 同年12月  徳島ヴォルティス (期限付き移籍)
- 2020年  徳島ヴォルティス
- 2021年 - 2022年  レノファ山口FC
- 2023年 -  SONIO高松

## 個人成績
| 国内大会個人成績 | 国内大会個人成績 | 国内大会個人成績 | 国内大会個人成績 | 国内大会個人成績 | 国内大会個人成績 | 国内大会個人成績 | 国内大会個人成績 | 国内大会個人成績 | 国内大会個人成績 | 国内大会個人成績 | 国内大会個人成績 |
| 年度             | クラブ           | 背番号           | リーグ           | リーグ戦         | リーグ戦         | リーグ杯         | リーグ杯         | オープン杯       | オープン杯       | 期間通算         | 期間通算         |
| 年度             | クラブ           | 背番号           | リーグ           | 出場             | 得点             | 出場             | 得点             | 出場             | 得点             | 出場             | 得点             |
| 日本             | 日本             | 日本             | 日本             | リーグ戦         | リーグ戦         | リーグ杯         | リーグ杯         | 天皇杯           | 天皇杯           | 期間通算         | 期間通算         |
| ---------------- | ---------------- | ---------------- | ---------------- | ---------------- | ---------------- | ---------------- | ---------------- | ---------------- | ---------------- | ---------------- | ---------------- |
| 2008             | MSU              |                  | 宮崎県1部        |                  | 9                | -                | -                | -                | -                | -                | -                |
| 2009             | MSU              | 22               | 宮崎県1部        | 0                | 0                | -                | -                | -                | -                | 0                | 0                |
| 2011             | 宮崎産経大       | 10               | -                | -                | -                | -                | -                | 2                | 1                | 2                | 1                |
| 2012             | H大分            | 28               | JFL              | 27               | 6                | -                | -                | 2                | 0                | 29               | 6                |
| 2013             | H大分            | 28               | JFL              | 28               | 13               | -                | -                | 2                | 0                | 30               | 13               |
| 2014             | 山口             | 28               | JFL              | 22               | 6                | -                | -                | -                | -                | 22               | 6                |
| 2015             | 山口             | 8                | J3               | 36               | 16               | -                | -                | 1                | 0                | 37               | 16               |
| 2016             | 山口             | 8                | J2               | 42               | 10               | -                | -                | 1                | 0                | 43               | 10               |
| 2017             | 徳島             | 11               | J2               | 32               | 7                | -                | -                | 0                | 0                | 32               | 7                |
| 2018             | 徳島             | 11               | J2               | 24               | 8                | -                | -                | 2                | 0                | 26               | 8                |
| 2018             | 鳥栖             | 16               | J1               | 1                | 0                | 0                | 0                | 0                | 0                | 1                | 0                |
| 2019             | 鳥栖             | 16               | J1               | 1                | 0                | 3                | 0                | 1                | 0                | 5                | 0                |
| 2019             | 徳島             | 44               | J2               | 10               | 0                | -                | -                | -                | -                | 10               | 0                |
| 2020             | 徳島             | 11               | J2               | 7                | 0                | -                | -                | -                | -                | 7                | 0                |
| 2021             | 山口             | 11               | J2               | 26               | 1                | -                | -                | 0                | 0                | 26               | 1                |
| 2022             | 山口             | 11               | J2               | 8                | 0                | -                | -                | 1                | 1                | 9                | 1                |
| 2023             | SONIO高松        | 8                | 香川県1部        |                  |                  | -                | -                |                  |                  |                  |                  |
| 通算             | 日本             | 日本             | J1               | 2                | 0                | 3                | 0                | 1                | 0                | 6                | 0                |
| 通算             | 日本             | 日本             | J2               | 149              | 26               | -                | -                | 4                | 1                | 153              | 27               |
| 通算             | 日本             | 日本             | J3               | 36               | 16               | -                | -                | 1                | 0                | 37               | 16               |
| 通算             | 日本             | 日本             | JFL              | 77               | 25               | -                | -                | 4                | 0                | 81               | 25               |
| 通算             | 日本             | 日本             | 他               | -                | -                | -                | -                | 2                | 1                | 2                | 1                |
| 総通算           | 総通算           | 総通算           | 総通算           | 264              | 67               | 3                | 0                | 12               | 2                | 279              | 69               |

その他公式戦
- 2009年 
  - 九州各県リーグ決勝大会
- 2019年 
  - J1昇格プレーオフ 3試合0得点

出場記録
- J1初出場 - 2018年8月19日 第23節 名古屋グランパス戦（パロ瑞穂）
- J2初出場 - 2016年2月28日 第1節 ファジアーノ岡山戦（維新公園）
- J2初得点 - 同上
- J3初出場 - 2015年3月15日 第1節 ガイナーレ鳥取戦（維新公園）[18]
- J3初得点 - 2015年3月21日 第2節 Jリーグ U-22選抜戦（維新公園）[19]

## タイトル

### クラブ
宮崎産業経営大学
- 宮日旗・NHK杯宮崎県サッカー選手権大会（天皇杯宮崎県予選）：1回（2011年）

レノファ山口FC
- J3リーグ：1回（2015年）

## 選抜歴
- 九州大学選抜（2010年）

## 参考資料
- フロムワン（編）『Jリーグサッカーキング』第9巻第17号、朝日新聞出版、2015年9月24日、2015年9月25日閲覧。